# 松原隆一郎
松原 隆一郎（まつばら りゅういちろう、1956年9月5日 - ）は、日本の社会経済学者。専攻は社会経済学、経済思想。放送大学教授、東京大学名誉教授。

## 来歴
神戸市出身。神戸市立魚崎小学校、灘中学校・高等学校を経て、1979年東京大学工学部都市工学科卒業。1985年東京大学大学院経済学研究科第2種博士課程単位取得退学。
1985年東京大学教養学部助教授、2001年に東京大学大学院総合文化研究科教授。2018年3月末で東京大学を退職。同年4月1日付で放送大学教養学部教授に就任。

## 人物
- 実家は製鉄会社を経営していたが破綻し「合理性や効率を重視する主流派の経済学に違和感を抱いていった基盤にこの経験がある」と述べている[2]。
- 『諸君!』『中央公論』などの論壇誌に寄稿している。
- 格闘技・プロレスに造詣が深く、自身も国際空道連盟大道塾5段（同塾ビジネスマンクラス師範）、講道館柔道3段の腕前を持つ。2007年2月に東京大学柔道部部長に就任した。
- 「探偵!ナイトスクープ」のファンとしても知られる（2007年4月13日に顧問として出演）。
- 2018年3月21日、教え子や同僚ら約150人を前に、自由放任的な経済に対して社会的な規制をかけていくことの大事さを説く東京大学での最終講義を行った[2]。
- 『ゴング格闘技』誌上での連載「教えて、教授！」にて、格闘技界の現状を論評をしている。
- テレビ朝日系のCS放送局「朝日ニュースター」の番組「武田鉄矢の週刊鉄学」でコメンテーターを務めている。

## 著書

### 単著
- 『豊かさの文化経済学』（丸善、1993年）
- 『格闘技としての同時代論争 外国人横綱から自由主義まで』（勁草書房、1994年）
- 『さまよえる理想主義 現代日本社会論』（四谷ラウンド、1996年）
- 『自由の条件 90年代日本における公共性のゆくえ』（四谷ラウンド、1999年）
- 『消費資本主義のゆくえ コンビニから見た日本経済』（ちくま新書、2000年）
- 『経済思想』（新世社、2001年）
- 『「消費不況」の謎を解く』（ダイヤモンド社、2001年）
- 『思考する格闘技 実戦性・競技性・精神性と変容する現実』（廣済堂ライブラリー、2002年）
- 『失われた景観 戦後日本が築いたもの』（PHP新書、2002年）
- 『長期不況論 信頼の崩壊から再生へ』（日本放送出版協会・NHKブックス、2003年）
- 『分断される経済 バブルと不況が共存する時代』（NHKブックス、2005年）
- 『武道を生きる』（NTT出版、2006年）
- 『経済学の名著30』（ちくま新書、2009年）
- 『金融危機はなぜ起きたか？ 経済思想史からの眺望』（新書館、2009年）
- 『日本経済論「国際競争力」という幻想』（NHK出版新書、2011年）
- 『ケインズとハイエク 貨幣と市場への問い』（講談社現代新書、2011年）
- 『武道は教育でありうるか』（イースト新書、2013年）
- 『経済政策：不確実性に取り組む』（放送大学教材、放送大学教育振興会、2017年）
- 『頼介伝 無名の起業家が生きた知られざる日本現代史』（苦楽堂、2018年）
- 『経済政策：不確実性に取り組む』（改訂版、放送大学教育振興会、2022年）

### 共著
- 『娼婦とマフィアのペレストロイカ :マルクスの国の闇経済』岩上安身共著（JICC出版局、1990年）
- 『皆殺しブック・レヴュー かくも雅かな書評鼎談』佐藤亜紀、福田和也共著（四谷ラウンド、1997年）
- 『消費の正解 ブランド好きの人がなぜ100円ショップでも買うのか』辰巳渚共著（光文社、2002年）
- 『〈景観〉を再考する』佐藤健二、若林幹夫、安彦一恵共著（青弓社、2004年）
- 『読んだ、飲んだ、論じた 鼎談書評二十三夜』鹿島茂、福田和也共著（飛鳥新社、2005年）
- 『本日の論点 1』鹿島茂、福田和也共著（飛鳥新社、2006年）
- 『政治の終焉』御厨貴共著（NHK出版新書、2013年）
- 『書庫を建てる 1万冊の本を収める狭小住宅プロジェクト』堀部安嗣共著（新潮社、2014年）
- 『無電柱革命』小池百合子共著（PHP新書、2015年）
- 『荘直温伝 忘却の町高梁と松山庄家の九百年』荘芳枝共著（吉備人出版、2020年）
- 『アントニオ猪木とは何だったのか』入不二基義・香山リカ・水道橋博士・ターザン山本・夢枕獏・吉田豪共著（集英社新書、2023年）

### 共編著
- 『〈新しい市場社会〉の構想 信頼と公正の経済社会像』佐伯啓思共編著（ライブラリ社会科学のヴィジョン、新世社、2002年）
- 『共和主義ルネサンス 現代西欧思想の変貌』佐伯啓思共編著（NTT出版、2007年）
- 『社会と産業の倫理』 山岡龍一共編著（放送大学教材、放送大学教育振興会、2021年）

## 門下生
- 井上彰 - 東京大学教授[3]
- 橋本努 - 北海道大学教授[4]
- 山下範久 - 立命館大学教授[5]
- 阿部勘一 - 成城大学教授[6]
- 原谷直樹 - 群馬県立女子大学准教授[7]
- 溝口紀子-日本女子体育大学教授[要出典]
- 山下貴子ー同志社大学教授[要出典]